# Síh savojský
Síh savojský (Coregonus bezola) byla sladkovodní ryba, která žila hlavně v jezeře Bourget. Maximálně dorůstala délku 32 cm. Tito síhové se líhli se v lednu nebo únoru v hloubce 70 až 80 metrů na bahnitém dně jezera. Jsou známi z vzorků shromážděných na konci 19. století. Podle rybářů zmizeli v 60. letech 20. století.